# Park Drive 2000
Il Park Drive 2000 è stato un torneo professionistico di snooker, non valido per il Ranking, che si è disputato dall'edizione 1971 (1970-1971) all'edizione 1972 (1972-1973) in diverse località dell'Inghilterra.

## Albo d'oro
| Edizione | Vincitore    | Finalista    | Risultato | Stagione  | Città      | Impianto   | Tipologia   | Note  |
| -------- | ------------ | ------------ | --------- | --------- | ---------- | ---------- | ----------- | ----- |
| 1971 (1) | John Spencer | Rex Williams | 4 - 1     | 1970-1971 | Molteplici | Molteplici | Non-Ranking | [ 3 ] |
| 1971 (2) | Ray Reardon  | John Spencer | 4 - 3     | 1971-1972 | Molteplici | Molteplici | Non-Ranking | [ 4 ] |
| 1972 (1) | John Spencer | Alex Higgins | 4 - 3     | 1971-1972 | Molteplici | Molteplici | Non-Ranking | [ 5 ] |
| 1972 (2) | John Spencer | Alex Higgins | 5 - 3     | 1972-1973 | Molteplici | Molteplici | Non-Ranking | [ 6 ] |

## Statistiche

### Finalisti
| N° | Giocatore    | Finali vinte | Finali perse | Totale |
| -- | ------------ | ------------ | ------------ | ------ |
| 1  | John Spencer | 3            | 1            | 4      |
| 2  | Alex Higgins | 0            | 2            | 2      |
| 3  | Ray Reardon  | 1            | 0            | 1      |
| 4  | Rex Williams | 0            | 1            | 1      |

### Finalisti per nazione
| N° | Nazione          | Finali vinte | Finali perse | Totale |
| -- | ---------------- | ------------ | ------------ | ------ |
| 1  | Inghilterra      | 3            | 2            | 5      |
| 2  | Irlanda del Nord | 0            | 2            | 2      |
| 3  | Galles           | 1            | 0            | 1      |

- Vincitore più giovane: John Spencer (36 anni, 1971 (1)
- Vincitore più anziano: Ray Reardon (39 anni, 1971 (2)

### Century break
| Edizione | Century break | Miglior break      |
| -------- | ------------- | ------------------ |
| 1971 (1) | 1             | John Pulman (119)  |
| 1971 (2) | 6             | John Spencer (136) |
| 1972 (1) | 2             | Alex Higgins (102) |
| 1972 (2) | 8             | Ray Reardon (146)  |

### Montepremi
| Edizione | Montepremi |
| -------- | ---------- |
| 1971 (1) | £2000      |
| 1971 (2) | £2000      |
| 1972 (1) | £2000      |
| 1972 (2) | £2000      |

### Sponsor
| Edizione | Sponsor    |
| -------- | ---------- |
| 1971 (1) | Park Drive |
| 1971 (2) | Park Drive |
| 1972 (1) | Park Drive |
| 1972 (2) | Park Drive |